# Приходько, Виктор Витальевич

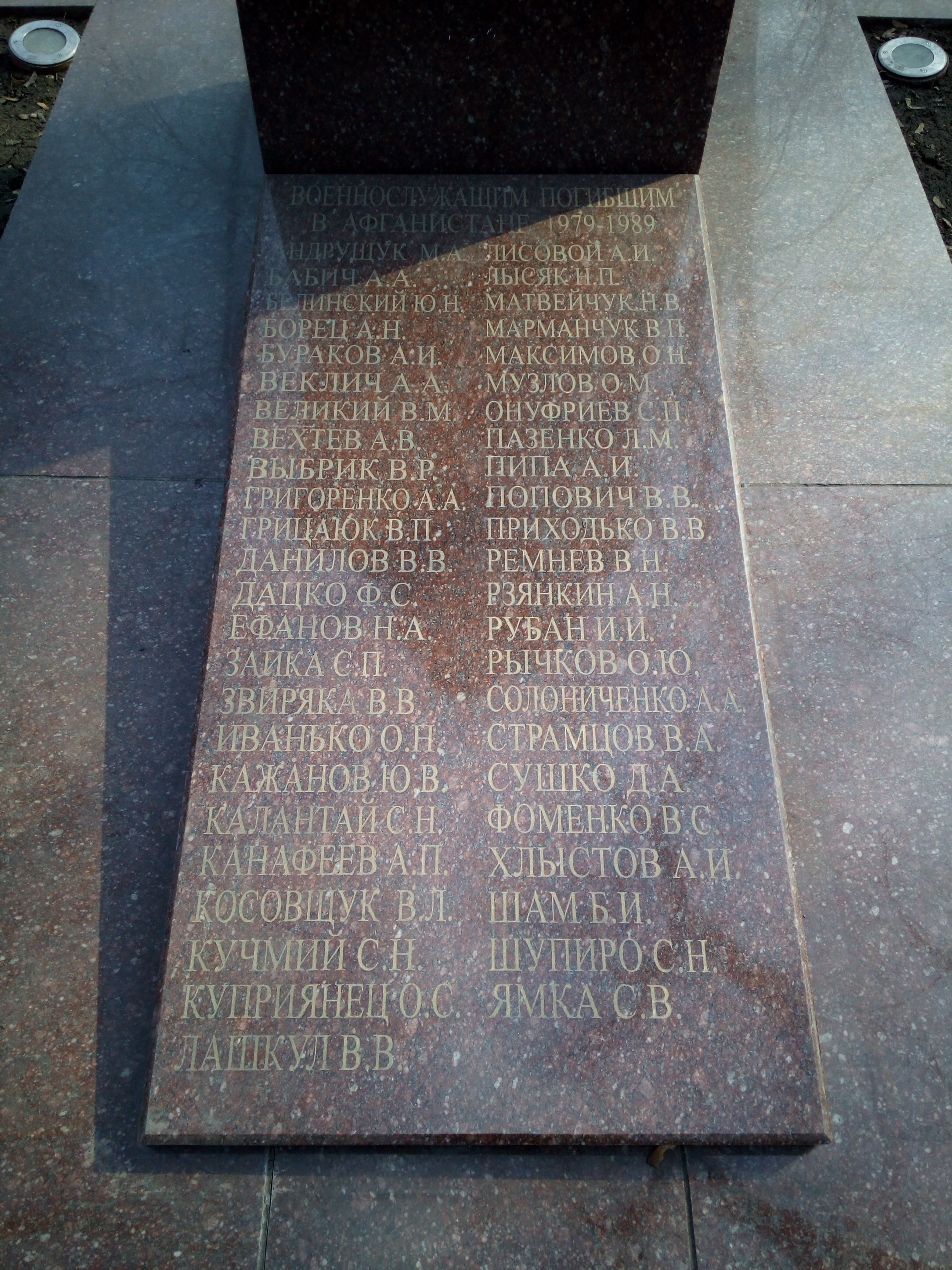
Имя на памятнике воинам-интернационалистам на Дзержинке (Кривой Рог)

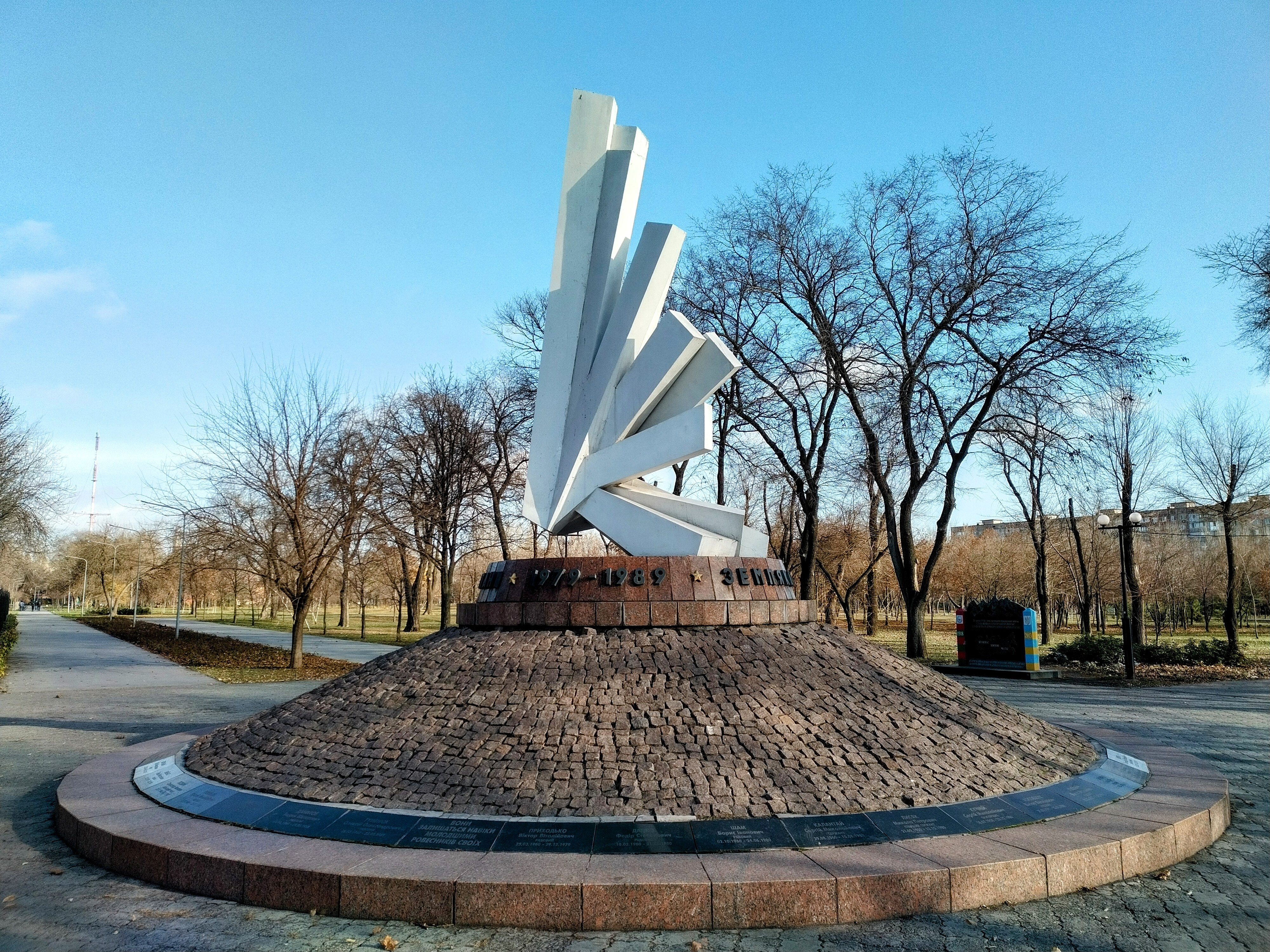
Имя на памятнике воинам-интернационалистам в Юбилейном парке (Кривой Рог)

Приходько Виктор Витальевич (25 марта 1960, Кривой Рог, Днепропетровская область — 29 декабря 1979, Афганистан) — советский военнослужащий, рядовой, водитель-электромеханик, участник Афганской войны.

## Биография
Родился 25 марта 1960 года в городе Кривой Рог Днепропетровской области УССР в рабочей семье.
В 1979 году окончил Криворожский политехнический техникум.
1 июля 1979 года призван в Вооружённые силы СССР Дзержинским районным военным комиссариатом Кривого Рога. В декабре 1979 года в звании рядового направлен в состав ограниченного контингента советских войск в Афганистане, служил водителем-электромехаником.
29 декабря 1979 года погиб при обстреле противником военной колонны на подходе к городу Кабулу.
Похоронен в Кривом Роге на Центральном кладбище.

## Награды
- Медаль «За боевые заслуги» (посмертно)[1][2].

## Память
- Имя на памятнике воинам-интернационалистам Днепропетровщины, погибшим в Афганистане (Днепр)[4];
- Имя на памятнике воинам-интернационалистам на Дзержинке (Кривой Рог);
- Имя на памятнике воинам-интернационалистам в Юбилейном парке (Кривой Рог).